# Kosa

Části kosy:
1. špička 2. čepel 3. ostří 4. pata 5. tang 6. kosiřík 7. kosiště 8. rukojeť

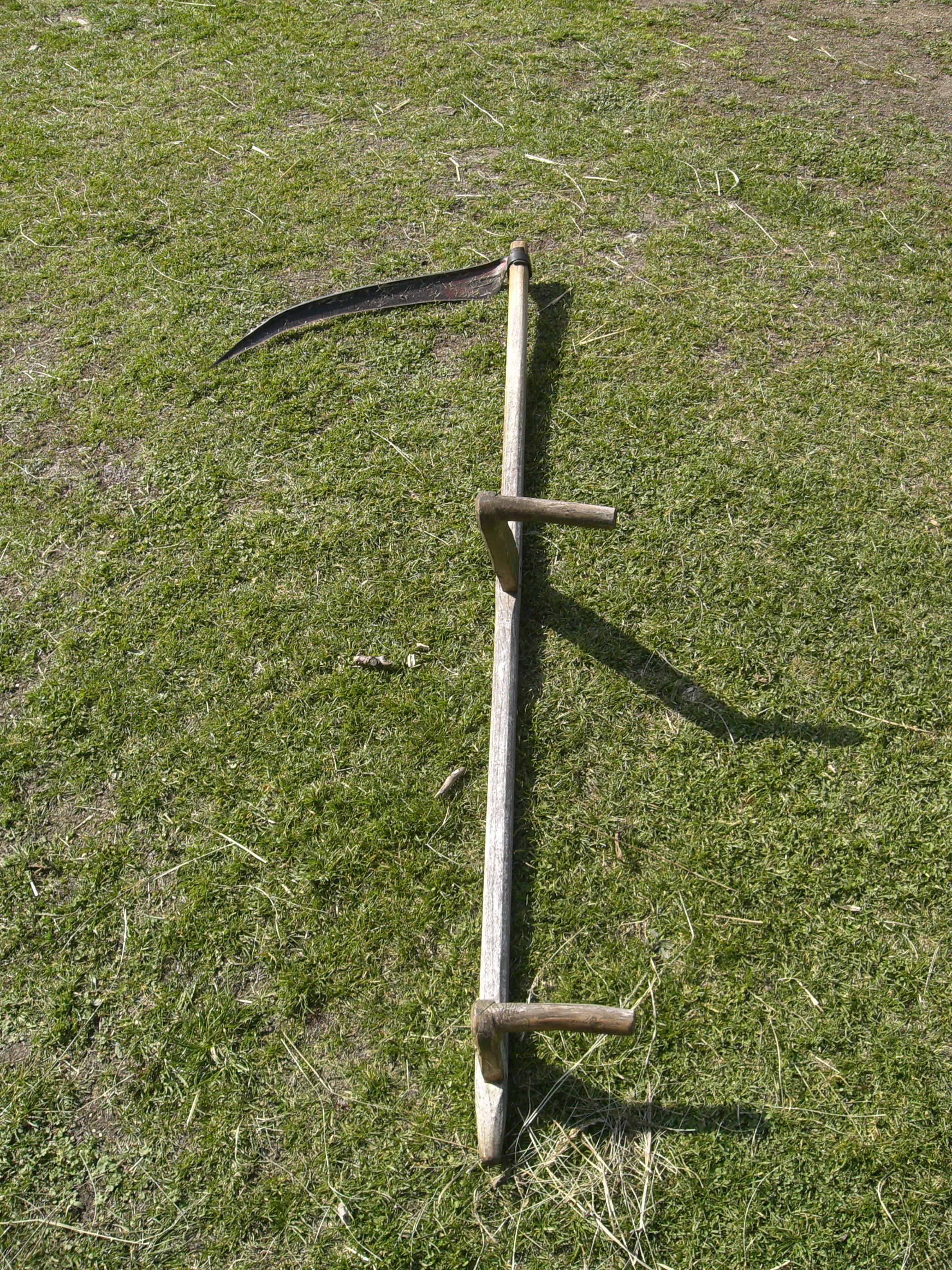
Tradiční venkovská kosa

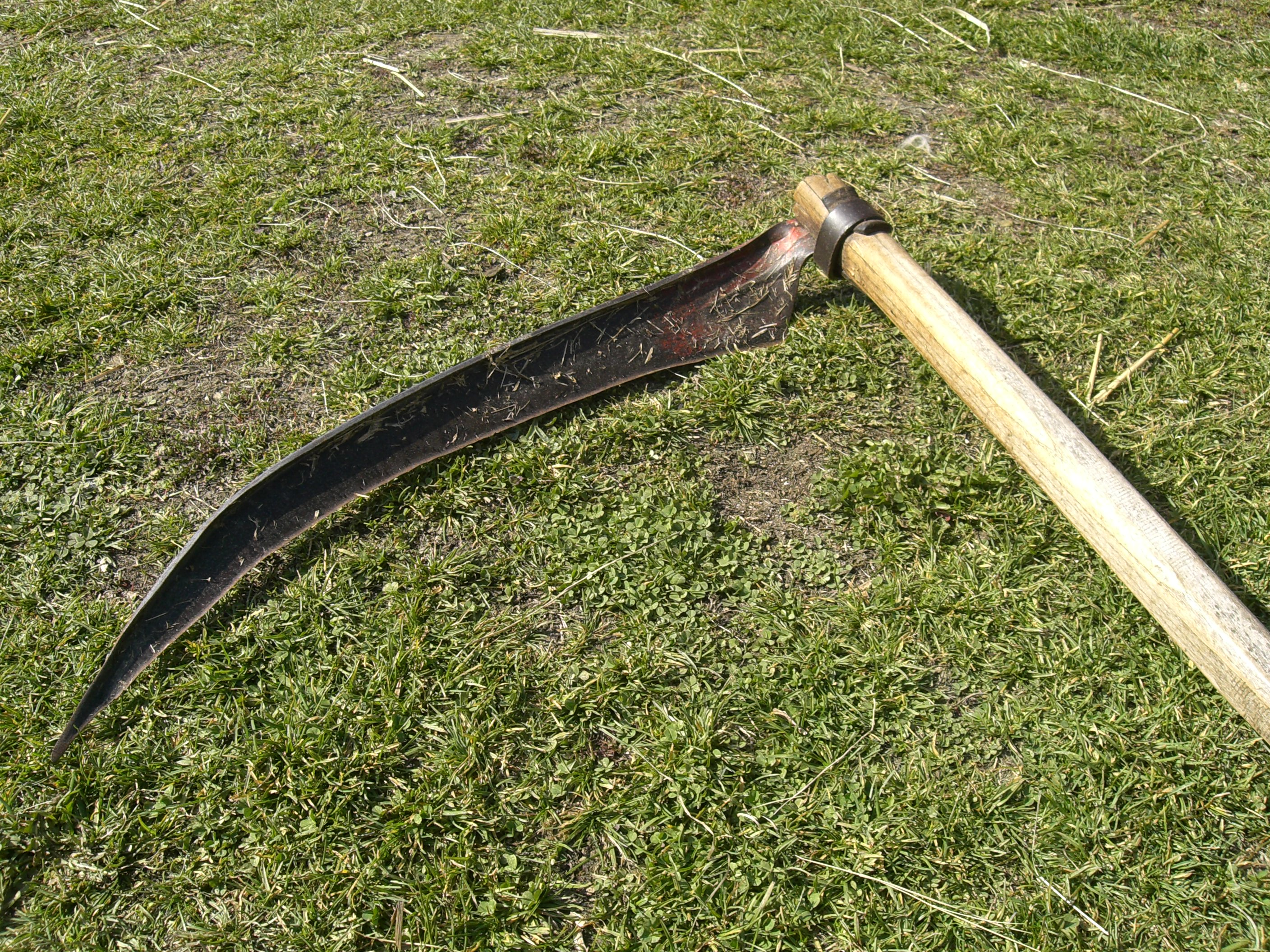
Detail čepele kosy

Kosa je zemědělský nástroj určený k obouručnímu sekání a řezání resp. pokosu travin (výroba sena, senoseč) či ke sklizni obilí (žně či žatva). Člověk pracující s kosou se nazývá sekáč nebo také zastarale žnec. Používání kosy je v Evropě doloženo od mladší doby železné. Jednalo se zvláště o tzv. krátkou kosu, upevněnou na kosišti v tupém úhlu. Od vrcholného středověku byly nahrazovány kosami dlouhými, podobnými dnešním.
Kovová podlouhlá čepel je vyrobena z plechu a tvoří vlastní pracovní nástroj, nazývaný kosa. Nástroj je mírně ohnutý dovnitř a je broušen vždy na vnitřní straně oblouku. Kosa je dále opatřena speciální násadou, která se nazývá kosiště. Kosiště bývá přibližně 170 cm dlouhé a bývá opatřeno jedním nebo dvěma držadly. Čepel bývá dlouhá přibližně 60 až 80 cm. Při správném držení nástroje je čepel takřka rovnoběžná se zemí. Při správném kosení čepel klouže kruhovým pohybem téměř celou svojí plochou po povrchu a rostliny tak více podřezává než přímo seče. Kosiště může být dřevěné, kovové nebo i z umělé hmoty. Kosa může být na kosišti uchycena zvláštním šroubovým držákem, který se nazývá kosiřík. Rovina plochy u kosy není vzhledem ke kosišti zcela rovnoběžná, obě části svírají úhel okolo 22 stupňů. Sekáč drží kosu oběma rukama za držadla (pokud horní držadlo není, pak přímo za kosiště) a kruhovým pohybem celého těla a rukou postupně podžíná rostliny. Nejlépe se sečou rostliny mokré či vlhké (z tohoto důvodu se kosa používala zejména po dešti či za rosy).
K naostření kosy se používá hrubý brousek. Před tím se ale ostří tváří za studena naklepáváním. Naklepává se kladívkem na malé speciální kovové podložce, která se nazývá babka. Kosa nebo srp se naklepává ze dvou důvodů:
1. Plech kosy nebo srpu je poměrně tlustý a obtížně by se brousil do tenkého ostří. Na samý okraj kosy nebo srpu se klepe úder vedle úderu tak, aby vzniklo asi 3 mm široké, tence vyklepané ostří, které se pak doostří karborundovým brouskem. Lépe vsak používat brousek kameninový, kterým se ostří tzv. obtahuje; tím pádem zůstává ostří déle ostré a zároveň mnohem méně ubývá než při použití karborundového brousku. Brousek má sekáč obvykle v toulci (dříve z kravského rohu, dnes z pozinkovaného plechu) za opaskem. V toulci je voda na zvlhčení brousku, v nouzi postačí i plivnutí na brousek. Tento vyklepaný proužek ostří broušením postupně ubývá, až je třeba kosu naklepat znovu. Při klepání sledujeme stále tvar kosy; pokud se začne kosa křivit nebo vlnit, musíme změnit směr a způsob úderů (toto se naučíme až delší praxí).
2. Naklepávaní: Tvářením za studena, kdy dochází ke zpevňování materiálu a zrna se deformují ve směru tváření, vytváří se textura. Zpevněním se zvyšují mechanické hodnoty (mez pevnosti a mez kluzu) a klesá tažnost. Je to stejný mechanismus jako při zpevňovaní vršku kolejnice vystavené cyklickému zatížení koly vlaků (nejde o kalení). Takto dosažená tvrdost je nutná proto, aby kosa držela ostří a rychle se netupila. Na brusky existují gumové brusné kotouče na jemné broušení. Ostří se však nesmí vyhřát, pak se zrna oceli zvětší a ostří změkne. Kosa se však brousí/obtahuje výhradně ručně.

Zvuk při naklepávání kosy vzdáleně připomíná drkotání zubů v chladu, proto se vžil slangový frazeologizmus „klepat kosu“ vyjadřující drkot zubů z důvodu chladu a od něj odvozený obecný slangový termín „kosa“ pro chlad.
Kosa určená ke sklizni obilí při žních bývala navíc vybavena na kosišti rámem, který zajišťoval padání klasů do řad. To pak usnadňovalo následné vázání obilí do snopů.
Kosa vytlačila při sklizni dříve používaný srp, protože je mnohem efektivnější. Zůstala prakticky jediným nástrojem pro sklizeň obilí až do začátku 20. století. Dnes se ale kosa používá jen zřídka. Byla nahrazena mechanickými zařízeními, jako byla a je zemědělská i domácí sekačka na trávu (tento stroj je také někdy lidově nazýván termínem „motorová kosa“), dále pak samovazný zemědělský stroj pro sklizeň obilí (neboli samovaz), později též sklízecí mlátička neboli kombajn pro sklizeň obilí – tedy obilní kombajn.
Kosa bývá často spojována s mýty. Mytická postava Smrti zahalená v černé kápi (Smrtka, Smrťák, Smrť, Zubatá) je nejčastěji zobrazována s kosou, což má zřejmě původ v křesťanské tradici jakož interpretace nástroje ke sklizni duší.
Kosa v minulosti občas sloužila také coby jednoduchá sečná zbraň, zejména v době selských bouří nebo za husitských válek. Zbraně tvarem velmi podobné dnešním kosám se ale ve válkách používaly již ve starověku. Známé jsou například válečné vozy, ozbrojené čepelemi kos.
V současné době je kosení trávy považováno nejen za zemědělskou činnost, ale také za sport, meditaci nebo zábavu.